# 다니엘 안데르손
다니엘 예리 안데르손(스웨덴어: Daniel Jerry Andersson, 1977년 8월 28일 ~ )는 스웨덴의 전직 축구 선수 및 지도자로서, 포지션은 미드필더 및 수비수이다. 말뫼의 전설적인 선수 중 한 명으로 꼽히며 그의 아버지 로이 안데르손과 형 파트리크 안데르손 역시 축구 선수 생활을 하였다. 그의 아버지또한 말뫼의 전설적인 선수로 손꼽히며 선수시절 월드컵에 2차례 참가한 경력이있다.

## 축구인 경력

### 선수 경력
1994년 17세의 어린 나이로 스웨덴의 명문 클럽 말뫼 FF에 입단하였다. 데뷔 후 첫 시즌엔 경기에 출전하지 못하였으나 두 번째 시즌인 1995 시즌부터 경기에 모습을 드러내기 시작하여 말뫼에 몸담은 5년 간 성공적인 활약을 펼쳤다.
1998년 AS 바리로 이적하며 세리에 A 무대를 밟았고 이적 직후 주전으로 활약하였으다. 2000년 외국인인데다가 23세의 어린 나이임에도 바리의 주장을 역임하였다. 피오렌티나와 유벤투스의 관심을 받았고 피오렌티나와는 이적 협상까지 벌였지만 금전적인 문제로 이적은 결렬되었다.
2001년 6백만 유로의 이적료로 SSC 베네치아로 둥지를 옮겼다. 베네치아에서 1시즌 간 활약한 후 키에보, 안코나 등을 옮겨다니며 활약하다 2004년 친정 팀인 말뫼로 복귀하였다. 당시 그의 형인 파트리크 안데르손 역시 말뫼로 복귀하여 주장직을 역임하고 있던 상태였는데 두 형제의 복귀에 힘입어 말뫼는 그 해 알스벤스칸에서 우승을 차지하였다. 2006년엔 파트리크가 은퇴한 후 팀의 주장직을 넘겨 받았다. 2010년 중앙 수비수로 포지션을 전환하여 팀의 우승을 이끄는 등 성공적으로 시즌을 마쳐 그 해 스웨덴 올해의 수비수 상과 알스벤스칸 올해의 선수 상을 수상하였다.
2011년 10월 팀의 수석 코치로 부임하였다.